# San Francisco Warriors 1969-1970
La stagione 1969-70 dei San Francisco Warriors fu la 21ª nella NBA per la franchigia.
I San Francisco Warriors arrivarono sesti nella Western Division con un record di 30-52, non qualificandosi per i play-off.

## Risultati
| Squadra                | V  | P  | %    | GB |
| ---------------------- | -- | -- | ---- | -- |
| Atlanta Hawks          | 48 | 34 | 58,5 | -  |
| Los Angeles Lakers     | 46 | 36 | 56,1 | 2  |
| Phoenix Suns           | 39 | 43 | 47,6 | 9  |
| Chicago Bulls          | 39 | 43 | 47,6 | 9  |
| Seattle SuperSonics    | 36 | 46 | 43,9 | 12 |
| San Francisco Warriors | 30 | 52 | 36,6 | 18 |
| San Diego Rockets      | 27 | 55 | 32,9 | 21 |

## Roster
| N°    | Naz.                   | Ruolo | Sportivo       | Anno | Alt. | Peso \|\| |
| ----- | ---------------------- | ----- | -------------- | ---- | ---- | --------- |
| 10    | Stati Uniti (bandiera) | G     | Adrian Smith   | 1936 | 185  | 82        |
| 12    | Stati Uniti (bandiera) | G     | Ron Williams   | 1944 | 191  | 85        |
| 15    | Stati Uniti (bandiera) | G     | Bobby Lewis    | 1945 | 191  | 79        |
| 16    | Stati Uniti (bandiera) | G     | Al Attles      | 1936 | 183  | 79        |
| 20    | Stati Uniti (bandiera) | A     | Dave Gambee    | 1937 | 198  | 98        |
| 21    | Stati Uniti (bandiera) | G     | Jim King       | 1941 | 188  | 79        |
| 22    | Stati Uniti (bandiera) | A     | Bill Turner    | 1944 | 201  | 100       |
| 23    | Stati Uniti (bandiera) | GA    | Jeff Mullins   | 1942 | 193  | 86        |
| 31    | Stati Uniti (bandiera) | GA    | Joe Ellis      | 1944 | 198  | 79        |
| 32-47 | Stati Uniti (bandiera) | AC    | Jerry Lucas    | 1940 | 203  | 104       |
| 33    | Stati Uniti (bandiera) | A     | Bob Portman    | 1947 | 196  | 91        |
| 42    | Stati Uniti (bandiera) | AC    | Nate Thurmond  | 1941 | 211  | 102       |
| 43    | Stati Uniti (bandiera) | AC    | Clyde Lee      | 1944 | 208  | 93        |
| 54    | Stati Uniti (bandiera) | C     | Dale Schlueter | 1945 | 208  | 102       |

## Staff tecnico
- Allenatori: George Lee (22-30) (fino al 27 gennaio)[1], Al Attles (8-22)
- Vice-allenatore: Al Attles (fino al 27 gennaio)
- Preparatore atletico: Dick D'Oliva